# Wayne Rainey
Wayne Wesley Rainey (Downey, 23 de outubro de 1960) é um ex-motociclista norte-americano tricampeão mundial das 500cc de 1990 a 1992.
No GP da Itália das 500 cilindradas de 1993, Wayne Rainey sofreu um forte acidente na 10ª volta, quando escorregou na pista molhada e caiu da moto quando liderava a prova e o campeonato mundial. Ele foi jogado com força contra a brita. Além de uma perfuração no pulmão, teve uma lesão na sexta vértebra e jamais recuperou os movimentos do peito para baixo, encerrando a carreira.
Em 1999, Wayne Rainey foi introduzido no Motorcycle Hall of Fame.